# Юніон-Гроув (Техас)
Юніон-Гроув (англ. Union Grove) — місто (англ. city) в США, в окрузі Апшер штату Техас. Населення — 441 особа (2020).

## Географія
Юніон-Гроув розташований за координатами 32°34′30″ пн. ш. 94°54′55″ зх. д. / 32.57500° пн. ш. 94.91528° зх. д. (32.575092, -94.915329).  За даними Бюро перепису населення США в 2010 році місто мало площу 2,45 км², з яких 2,42 км² — суходіл та 0,03 км² — водойми.

## Демографія
Згідно з переписом 2010 року, у місті мешкало 357 осіб у 129 домогосподарствах у складі 98 родин. Густота населення становила 146 осіб/км².  Було 144 помешкання (59/км²).
Расовий склад населення:
| - 95,0 % — білих - 3,6 % — чорних або афроамериканців - 0,8 % — корінних американців - 0,3 % — азіатів |

До двох чи більше рас належало 0,3 %. Частка іспаномовних становила 0,0 % від усіх жителів.
За віковим діапазоном населення розподілялося таким чином: 26,6 % — особи молодші 18 років, 58,0 % — особи у віці 18—64 років, 15,4 % — особи у віці 65 років та старші. Медіана віку мешканця становила 38,6 року. На 100 осіб жіночої статі у місті припадало 98,3 чоловіків;  на 100 жінок у віці від 18 років та старших — 100,0 чоловіків також старших 18 років.
Середній дохід на одне домашнє господарство  становив 58 885 доларів США (медіана — 40 000), а середній дохід на одну сім'ю — 68 365 доларів (медіана — 56 563). За межею бідності перебувало 12,9 % осіб, у тому числі 35,9 % дітей у віці до 18 років та 15,0 % осіб у віці 65 років та старших.
Цивільне працевлаштоване населення становило 158 осіб. Основні галузі зайнятості: роздрібна торгівля — 31,6 %, освіта, охорона здоров'я та соціальна допомога — 16,5 %, виробництво — 10,8 %, оптова торгівля — 7,0 %.